# Grande Prêmio dos Estados Unidos de 1971
Resultados do Grande Prêmio dos Estados Unidos de Fórmula 1 realizado em Watkins Glen em 3 de outubro de 1971. Décima primeira e última etapa do campeonato, nele o francês François Cevert, da Tyrrell-Ford, conquistou a única vitória de sua carreira.

## Classificação da prova
| Pos | Nº | Piloto               | Construtor       | voltas | Tempo/Retirada         | Grid | Pontos |
| --- | -- | -------------------- | ---------------- | ------ | ---------------------- | ---- | ------ |
| 1   | 9  | François Cevert      | Tyrrell-Ford     | 59     | 1:43:51.991            | 5    | 9      |
| 2   | 14 | Jo Siffert           | BRM              | 59     | + 40.062               | 6    | 6      |
| 3   | 25 | Ronnie Peterson      | March-Ford       | 59     | + 44.070               | 11   | 4      |
| 4   | 16 | Howden Ganley        | BRM              | 59     | + 56.749               | 12   | 3      |
| 5   | 8  | Jackie Stewart       | Tyrrell-Ford     | 59     | + 1:00.003             | 1    | 2      |
| 6   | 5  | Clay Regazzoni       | Ferrari          | 59     | + 1:16.426             | 4    | 1      |
| 7   | 22 | Graham Hill          | Brabham-Ford     | 58     | + 1 volta              | 18   |        |
| 8   | 12 | Jean-Pierre Beltoise | Matra            | 58     | + 1 volta              | 10   |        |
| 9   | 15 | Peter Gethin         | BRM              | 58     | + 1 volta              | 21   |        |
| 10  | 31 | David Hobbs          | McLaren-Ford     | 58     | + 1 volta              | 22   |        |
| 11  | 27 | Andrea de Adamich    | March-Alfa Romeo | 57     | + 2 voltas             | 26   |        |
| 12  | 11 | Chris Amon           | Matra            | 57     | + 2 voltas             | 8    |        |
| 13  | 17 | Helmut Marko         | BRM              | 57     | + 2 voltas             | 16   |        |
| 14  | 28 | John Cannon          | BRM              | 56     | + 3 voltas             | 24   |        |
| 15  | 20 | Mike Hailwood        | Surtees-Ford     | 54     | Acidente               | 14   |        |
| 16  | 29 | Jo Bonnier           | McLaren-Ford     | 54     | Pane seca              | 28   |        |
| 17  | 18 | John Surtees         | Surtees-Ford     | 54     | + 5 voltas             | 13   |        |
| NC  | 33 | Skip Barber          | March-Ford       | 52     | Não classificado       | 25   |        |
| NC  | 32 | Jacky Ickx           | Ferrari          | 49     | Alternador             | 7    |        |
| NC  | 2  | Emerson Fittipaldi   | Lotus-Ford       | 49     | Não classificado       | 2    |        |
| NC  | 30 | Pete Lovely          | Lotus-Ford       | 49     | Não classificado       | 29   |        |
| Ret | 7  | Denny Hulme          | McLaren-Ford     | 47     | Acidente               | 3    |        |
| Ret | 23 | Tim Schenken         | Brabham-Ford     | 41     | Motor                  | 15   |        |
| Ret | 24 | Chris Craft          | Brabham-Ford     | 30     | Suspensão              | 27   |        |
| Ret | 19 | Sam Posey            | Surtees-Ford     | 15     | Pistão                 | 17   |        |
| Ret | 21 | Henri Pescarolo      | March-Ford       | 23     | Motor                  | 20   |        |
| Ret | 26 | Nanni Galli          | March-Ford       | 11     | Falha mecânica         | 23   |        |
| Ret | 3  | Reine Wisell         | Lotus-Ford       | 5      | Freios                 | 9    |        |
| Ret | 10 | Peter Revson         | Tyrrell-Ford     | 1      | Embreagem              | 19   |        |
| DNS | 6  | Mario Andretti       | Ferrari          |        | Não largou             |      |        |
| DNS | 19 | Gijs Van Lennep      | Surtees-Ford     |        | Carro entregue a Posey |      |        |
| DNS | 31 | Mark Donohue         | McLaren-Ford     |        | Carro entregue a Hobbs |      |        |

## Tabela do campeonato após a corrida
|        | Pos. | Piloto          | Pontos |
| ------ | ---- | --------------- | ------ |
|        | 1    | Jackie Stewart  | 62     |
|        | 2    | Ronnie Peterson | 33     |
| 1      | 3    | François Cevert | 26     |
| 1      | 4    | Jacky Ickx      | 19     |
| 1      | 5    | Jo Siffert      | 19     |
| Fonte: |      |                 |        |

|        | Pos. | Construtor   | Pontos  |
| ------ | ---- | ------------ | ------- |
|        | 1    | Tyrrell-Ford | 73      |
| 1      | 2    | BRM          | 36      |
| 1      | 3    | Ferrari      | 33      |
|        | 4    | March-Ford   | 33 (34) |
|        | 5    | Lotus-Ford   | 21      |
| Fonte: |      |              |         |

- Nota: Somente as primeiras cinco posições estão listadas e os campeões da temporada surge destacados em negrito. Em 1971 os pilotos computariam cinco resultados nas seis primeiras corridas do ano e quatro nas últimas cinco. Neste ponto esclarecemos: na tabela dos construtores figurava somente o melhor colocado dentre os carros de um time.

## Leia também
- Doug Nye (1978). The United States Grand Prix and Grand Prize Races, 1908-1977. B. T. Batsford. ISBN 0-7134-1263-1
- Rob Walker (January, 1972). "13th U.S. Grand Prix: A First For Number Two". Road & Track, 39-43.